# 새소리
새소리는 새가 내는 소리의 총칭이다. 인간의 귀에는 멜로디처럼 들리기도 한다. 새가 소리를 내는 것은 상황에 따라 다르다. 구애 및 짝짓기, 경고, 무리 구성원에게 알림 등 여러 상황이 있다.